# Inazuma Eleven GO (mangá)
Inazuma Eleven GO é uma série japonesa de mangá escrita e ilustrada por Tenya Yabuno É  baseado na serie de jogos de mesmo nome da Level-5 O mangá foi publicado por Shogakukan na CoroCoro Comic. Uma adaptação para anime estreou em 4 de maio de 2011 ainda com direção de Masami Kurumada a nova geração se passa dez anos após o fim da série original.
A série estreou, no dia 1 de outubro de 2015, no Biggs com a terminologia inglesa, assim como na série anterior.

## Sinopse
A história gira em torno de Matsukaze Tenma que luta para recuperar o amor e a liberdade do futebol. Depois do triunfo do Inazuma Japão, o futebol amador agora é manipulado pelo 5º setor, mas, Matsukaze Tenma agora luta para livrar a Raimon do 5º setor e conseguir reconhecimento. Conseguiu fazer outros amigos, Shindou Takuto, Sangoku Taichi, Tsurugi Kyosuke e outro de seus melhores amigos, Shinsuke Nishizono. Com a saída de Kudou, Endo retoma o posto de técnico e agora ajuda o time a sair das mãos do 5º setor. Mais adiante, outros membros antigos que era do time de Endo ajudam a Raimon sair das mãos do 5º setor.Nesta história o Matsukaze conhece o Clisman Evans ou Clisman Xaussuale Pontes que também é apaixonado pelo futebol, ele entra no instituto da Raimon ele conhece os jogadores da Inazuma eleven Go e começa descobrir técnicas